# Diatraea dyari
Diatraea dyari là một loài bướm đêm trong họ Crambidae.